# Arenas de San Pedro
Arenas de San Pedro è un comune spagnolo di 6 778 abitanti (2007) situato nella comunità autonoma di Castiglia e León. Si trova nel territorio del Parco regionale della Sierra de Gredos.

## Storia

### Simboli
Lo stemma comunale è stato approvato con decreto dell'8 ottobre 1994.
(Boletín Oficial del Estado nº 282 del 25 novembre 1994)
Nel corso dei secoli Arenas de San Pedro è stata oggetto di numerosi saccheggi: durante la guerra d'indipendenza, da parte delle truppe napoleoniche, e in seguito in occasione della prima guerra carlista. È per questo che nel suo stemma è rappresentato il castello di in fiamme, accompagnato dall'iscrizione "Sempre incendiata e sempre fedele".